# Lista över fornlämningar i Tranås kommun
Lista över fornlämningar i Tranås kommun är en förteckning av ett urval av de fornlämningar som finns i Tranås kommun.

## Adelöv
| Namn                       | Lämningstyp                 | Tillkomsttid | Historisk indelning | Plats | Läge                 | ID-nr          | Bild                                      |
| -------------------------- | --------------------------- | ------------ | ------------------- | ----- | -------------------- | -------------- | ----------------------------------------- |
| Vassrödjorna (Adelöv 12:1) | Gravfält                    |              | Adelöv, Småland     |       | 58.010646, 14.668621 | 10055800120001 | Ladda upp en bild av detta fornminne      |
| Vassrödjorna (Adelöv 12:2) | Gravfält                    |              | Adelöv, Småland     |       | 58.009275, 14.670899 | 10055800120002 | Ladda upp en till bild av detta fornminne |
| Vassrödjorna (Adelöv 12:3) | Gravfält                    |              | Adelöv, Småland     |       | 58.007838, 14.670983 | 10055800120003 | Ladda upp en bild av detta fornminne      |
| Vassrödjorna (Adelöv 12:4) | Gravfält                    |              | Adelöv, Småland     |       | 58.007216, 14.672290 | 10055800120004 | Ladda upp en bild av detta fornminne      |
| Vassrödjorna (Adelöv 12:5) | Stensättning                |              | Adelöv, Småland     |       | 58.006137, 14.672627 | 10055800120005 | Ladda upp en bild av detta fornminne      |
| Adelöv 23:1                | Stensättning                |              | Adelöv, Småland     |       | 58.026417, 14.661817 | 10055800230001 | Ladda upp en bild av detta fornminne      |
| Domarkullen (Adelöv 29:1)  | Stenkrets                   |              | Adelöv, Småland     |       | 57.979282, 14.699053 | 10055800290001 | Ladda upp en bild av detta fornminne      |
| Domarkullen (Adelöv 29:2)  | Stenkrets                   |              | Adelöv, Småland     |       | 57.979275, 14.698762 | 10055800290002 | Ladda upp en bild av detta fornminne      |
| Brahälla (Adelöv 30:1)     | Slott/herresäte             |              | Adelöv, Småland     |       | 57.992643, 14.725556 | 10055800300001 | Ladda upp en till bild av detta fornminne |
| Adelöv 43:1                | Röse                        |              | Adelöv, Småland     |       | 58.014849, 14.684446 | 10055800430001 | Ladda upp en bild av detta fornminne      |
| Adelöv 44:1                | Gravfält                    |              | Adelöv, Småland     |       | 58.012963, 14.681912 | 10055800440001 | Ladda upp en bild av detta fornminne      |
| Adelöv 45:1                | Stenkrets                   |              | Adelöv, Småland     |       | 58.012526, 14.681276 | 10055800450001 | Ladda upp en bild av detta fornminne      |
| Adelöv 45:2                | Stenkrets                   |              | Adelöv, Småland     |       | 58.012452, 14.681379 | 10055800450002 | Ladda upp en bild av detta fornminne      |
| Adelöv 45:3                | Grav markerad av sten/block |              | Adelöv, Småland     |       | 58.012452, 14.681379 | 10055800450003 | Ladda upp en bild av detta fornminne      |
| Adelöv 45:4                | Grav markerad av sten/block |              | Adelöv, Småland     |       | 58.012452, 14.681379 | 10055800450004 | Ladda upp en bild av detta fornminne      |
| Adelöv 47:1                | Gravfält                    |              | Adelöv, Småland     |       | 58.013839, 14.663416 | 10055800470001 | Ladda upp en bild av detta fornminne      |
| Adelöv 48:1                | Gravfält                    |              | Adelöv, Småland     |       | 58.014971, 14.663352 | 10055800480001 | Ladda upp en bild av detta fornminne      |
| Adelöv 123:1               | Stensättning                |              | Adelöv, Småland     |       | 58.003919, 14.674630 | 10055801230001 | Ladda upp en bild av detta fornminne      |
| Adelöv 150:1               | Röse                        |              | Adelöv, Småland     |       | 58.005021, 14.673322 | 10055801500001 | Ladda upp en bild av detta fornminne      |
| Adelöv 150:2               | Stensättning                |              | Adelöv, Småland     |       | 58.004892, 14.673362 | 10055801500002 | Ladda upp en bild av detta fornminne      |

## Linderås
| Namn                         | Lämningstyp                 | Tillkomsttid | Historisk indelning | Plats | Läge                 | ID-nr          | Bild                                      |
| ---------------------------- | --------------------------- | ------------ | ------------------- | ----- | -------------------- | -------------- | ----------------------------------------- |
| Linderås 1:1                 | Röse                        |              | Linderås, Småland   |       | 57.984921, 14.830346 | 10062600010001 | Ladda upp en bild av detta fornminne      |
| Linderås 4:1                 | Röse                        |              | Linderås, Småland   |       | 57.999901, 14.840664 | 10062600040001 | Ladda upp en bild av detta fornminne      |
| Sm 128 (Linderås 5:1)        | Runristning                 |              | Linderås, Småland   |       | 58.010390, 14.846624 | 10062600050001 | Ladda upp en till bild av detta fornminne |
| Linderås 6:1                 | Gravfält                    |              | Linderås, Småland   |       | 58.011165, 14.844370 | 10062600060001 | Ladda upp en bild av detta fornminne      |
| Linderås 8:1                 | Gravfält                    |              | Linderås, Småland   |       | 58.018711, 14.818945 | 10062600080001 | Ladda upp en bild av detta fornminne      |
| Linderås 11:1                | Gravfält                    |              | Linderås, Småland   |       | 58.009100, 14.802967 | 10062600110001 | Ladda upp en bild av detta fornminne      |
| Linderås 20:2                | Stenkrets                   |              | Linderås, Småland   |       | 58.019905, 14.823904 | 10062600200002 | Ladda upp en bild av detta fornminne      |
| Linderås 21:1                | Gravfält                    |              | Linderås, Småland   |       | 58.006888, 14.800825 | 10062600210001 | Ladda upp en bild av detta fornminne      |
| Linderås 22:1                | Gravfält                    |              | Linderås, Småland   |       | 58.020707, 14.798680 | 10062600220001 | Ladda upp en bild av detta fornminne      |
| Linderås 23:1                | Stensättning                |              | Linderås, Småland   |       | 57.984152, 14.816878 | 10062600230001 | Ladda upp en bild av detta fornminne      |
| Domarekullen (Linderås 24:1) | Gravfält                    |              | Linderås, Småland   |       | 57.987109, 14.814120 | 10062600240001 | Ladda upp en bild av detta fornminne      |
| Linderås 26:1                | Grav markerad av sten/block |              | Linderås, Småland   |       | 57.989685, 14.813407 | 10062600260001 | Ladda upp en bild av detta fornminne      |
| Linderås 27:1                | Gravfält                    |              | Linderås, Småland   |       | 57.991022, 14.812494 | 10062600270001 | Ladda upp en bild av detta fornminne      |
| Linderås 28:1                | Röse                        |              | Linderås, Småland   |       | 57.997671, 14.811380 | 10062600280001 | Ladda upp en bild av detta fornminne      |
| Linderås 28:2                | Stensättning                |              | Linderås, Småland   |       | 57.997566, 14.811431 | 10062600280002 | Ladda upp en bild av detta fornminne      |
| Linderås 36:1                | Stensättning                |              | Linderås, Småland   |       | 57.994107, 14.795715 | 10062600360001 | Ladda upp en bild av detta fornminne      |
| Linderås 36:2                | Stensättning                |              | Linderås, Småland   |       | 57.994023, 14.795703 | 10062600360002 | Ladda upp en bild av detta fornminne      |
| Linderås 36:3                | Stensättning                |              | Linderås, Småland   |       | 57.993950, 14.795649 | 10062600360003 | Ladda upp en bild av detta fornminne      |
| Linderås 38:1                | Stensättning                |              | Linderås, Småland   |       | 57.991575, 14.758261 | 10062600380001 | Ladda upp en bild av detta fornminne      |
| Linderås 44:1                | Gravfält                    |              | Linderås, Småland   |       | 57.952482, 14.809146 | 10062600440001 | Ladda upp en bild av detta fornminne      |
| Linderås 45:1                | Röse                        |              | Linderås, Småland   |       | 57.947877, 14.811367 | 10062600450001 | Ladda upp en bild av detta fornminne      |
| Linderås 48:1                | Gravfält                    |              | Linderås, Småland   |       | 57.939325, 14.810261 | 10062600480001 | Ladda upp en bild av detta fornminne      |
| Linderås 50:1                | Gravfält                    |              | Linderås, Småland   |       | 57.986405, 14.748823 | 10062600500001 | Ladda upp en bild av detta fornminne      |
| Linderås 101:1               | Röse                        |              | Linderås, Småland   |       | 58.011930, 14.803106 | 10062601010001 | Ladda upp en bild av detta fornminne      |
| Linderås 101:2               | Stensättning                |              | Linderås, Småland   |       | 58.011942, 14.803297 | 10062601010002 | Ladda upp en bild av detta fornminne      |
| Linderås 154                 | Stensättning                |              | Linderås, Småland   |       | 58.008681, 14.802779 | 12000000067176 | Ladda upp en bild av detta fornminne      |
| Linderås 158                 | Lägenhetsbebyggelse         |              | Linderås, Småland   |       | 58.018942, 14.816119 | 12000000127596 | Ladda upp en bild av detta fornminne      |

## Tranås
| Namn                      | Lämningstyp                 | Tillkomsttid | Historisk indelning | Plats | Läge                 | ID-nr          | Bild                                 |
| ------------------------- | --------------------------- | ------------ | ------------------- | ----- | -------------------- | -------------- | ------------------------------------ |
| Tranås 4:1                | Stensättning                |              | Tranås, Småland     |       | 58.049962, 15.000855 | 10067100040001 | Ladda upp en bild av detta fornminne |
| Kungssten (Tranås 45:1)   | Grav markerad av sten/block |              | Tranås, Småland     |       | 58.094201, 14.910420 | 10067100450001 | Ladda upp en bild av detta fornminne |
| Tranås 116:1              | Gravfält                    |              | Tranås, Småland     |       | 57.984322, 15.003406 | 10067101160001 | Ladda upp en bild av detta fornminne |
| Tranås 202:1              | Röse                        |              | Tranås, Småland     |       | 58.018627, 14.943132 | 10067102020001 | Ladda upp en bild av detta fornminne |
| Tranås 203:1              | Stensättning                |              | Tranås, Småland     |       | 58.013639, 14.927467 | 10067102030001 | Ladda upp en bild av detta fornminne |
| Tranås 204:1              | Stensättning                |              | Tranås, Småland     |       | 58.021235, 14.918199 | 10067102040001 | Ladda upp en bild av detta fornminne |
| Tranås 205:1              | Gravfält                    |              | Tranås, Småland     |       | 58.012385, 14.924960 | 10067102050001 | Ladda upp en bild av detta fornminne |
| Tranås 206:1              | Stenkammargrav              |              | Tranås, Småland     |       | 58.011996, 14.928047 | 10067102060001 | Ladda upp en bild av detta fornminne |
| Tranås 207:1              | Stensättning                |              | Tranås, Småland     |       | 58.013470, 14.929423 | 10067102070001 | Ladda upp en bild av detta fornminne |
| Tranås 207:2              | Stensättning                |              | Tranås, Småland     |       | 58.013483, 14.929897 | 10067102070002 | Ladda upp en bild av detta fornminne |
| Tranås 208:1              | Röse                        |              | Tranås, Småland     |       | 58.005698, 14.930555 | 10067102080001 | Ladda upp en bild av detta fornminne |
| Tranås 209:1              | Stensättning                |              | Tranås, Småland     |       | 58.008737, 14.937517 | 10067102090001 | Ladda upp en bild av detta fornminne |
| Tranås 210:1              | Stenkrets                   |              | Tranås, Småland     |       | 58.002613, 14.933473 | 10067102100001 | Ladda upp en bild av detta fornminne |
| Tranås 210:2              | Stenkrets                   |              | Tranås, Småland     |       | 58.002684, 14.933268 | 10067102100002 | Ladda upp en bild av detta fornminne |
| Tranås 210:3              | Stenkrets                   |              | Tranås, Småland     |       | 58.002721, 14.933470 | 10067102100003 | Ladda upp en bild av detta fornminne |
| Tranås 211:1              | Gravfält                    |              | Tranås, Småland     |       | 57.996796, 14.933600 | 10067102110001 | Ladda upp en bild av detta fornminne |
| Tranås 212:1              | Stenkammargrav              |              | Tranås, Småland     |       | 57.998456, 14.935672 | 10067102120001 | Ladda upp en bild av detta fornminne |
| Tranås 214:1              | Gravfält                    |              | Tranås, Småland     |       | 58.021870, 14.909912 | 10067102140001 | Ladda upp en bild av detta fornminne |
| Tranås 216:1              | Röse                        |              | Tranås, Småland     |       | 58.019918, 14.898384 | 10067102160001 | Ladda upp en bild av detta fornminne |
| Tranås 217:1              | Röse                        |              | Tranås, Småland     |       | 58.023139, 14.899752 | 10067102170001 | Ladda upp en bild av detta fornminne |
| Tranås 218:1              | Stensättning                |              | Tranås, Småland     |       | 58.021459, 14.897635 | 10067102180001 | Ladda upp en bild av detta fornminne |
| Tranås 219:1              | Stensättning                |              | Tranås, Småland     |       | 58.022229, 14.896393 | 10067102190001 | Ladda upp en bild av detta fornminne |
| Tranås 219:2              | Stensättning                |              | Tranås, Småland     |       | 58.022378, 14.896372 | 10067102190002 | Ladda upp en bild av detta fornminne |
| Tranås 221:1              | Stensättning                |              | Tranås, Småland     |       | 58.009669, 14.915634 | 10067102210001 | Ladda upp en bild av detta fornminne |
| Tranås 222:1              | Stensättning                |              | Tranås, Småland     |       | 58.010912, 14.911524 | 10067102220001 | Ladda upp en bild av detta fornminne |
| Tranås 224:1              | Stensättning                |              | Tranås, Småland     |       | 58.007059, 14.913459 | 10067102240001 | Ladda upp en bild av detta fornminne |
| Tranås 226:1              | Gravfält                    |              | Tranås, Småland     |       | 58.003420, 14.896475 | 10067102260001 | Ladda upp en bild av detta fornminne |
| Tranås 227:1              | Gravfält                    |              | Tranås, Småland     |       | 58.001393, 14.902007 | 10067102270001 | Ladda upp en bild av detta fornminne |
| Tranås 229:1              | Stensättning                |              | Tranås, Småland     |       | 58.004853, 14.904544 | 10067102290001 | Ladda upp en bild av detta fornminne |
| Tranås 230:1              | Stensättning                |              | Tranås, Småland     |       | 58.005484, 14.903625 | 10067102300001 | Ladda upp en bild av detta fornminne |
| Tranås 232:1              | Gravfält                    |              | Tranås, Småland     |       | 58.006905, 14.890684 | 10067102320001 | Ladda upp en bild av detta fornminne |
| Tranås 235:1              | Stensättning                |              | Tranås, Småland     |       | 57.993184, 14.896862 | 10067102350001 | Ladda upp en bild av detta fornminne |
| Tranås 235:2              | Stensättning                |              | Tranås, Småland     |       | 57.993464, 14.896191 | 10067102350002 | Ladda upp en bild av detta fornminne |
| Tranås 235:3              | Stensättning                |              | Tranås, Småland     |       | 57.992982, 14.897969 | 10067102350003 | Ladda upp en bild av detta fornminne |
| Tranås 239:1              | Stensättning                |              | Tranås, Småland     |       | 57.987668, 14.900865 | 10067102390001 | Ladda upp en bild av detta fornminne |
| Tranås 244:1              | Röse                        |              | Tranås, Småland     |       | 57.990159, 14.955571 | 10067102440001 | Ladda upp en bild av detta fornminne |
| Tranås 253:1              | Stensättning                |              | Tranås, Småland     |       | 57.993489, 14.870089 | 10067102530001 | Ladda upp en bild av detta fornminne |
| Högabacken (Tranås 254:1) | Gravfält                    |              | Tranås, Småland     |       | 57.992747, 14.863670 | 10067102540001 | Ladda upp en bild av detta fornminne |
| Högabacken (Tranås 254:2) | Hög                         |              | Tranås, Småland     |       | 57.993070, 14.864603 | 10067102540002 | Ladda upp en bild av detta fornminne |
| Tranås 256:1              | Stensättning                |              | Tranås, Småland     |       | 58.013803, 14.868223 | 10067102560001 | Ladda upp en bild av detta fornminne |
| Tranås 256:2              | Stensättning                |              | Tranås, Småland     |       | 58.013930, 14.868206 | 10067102560002 | Ladda upp en bild av detta fornminne |
| Tranås 260:1              | Stensättning                |              | Tranås, Småland     |       | 57.990296, 14.956925 | 10067102600001 | Ladda upp en bild av detta fornminne |
| Tranås 261:1              | Stenkrets                   |              | Tranås, Småland     |       | 57.990448, 14.958517 | 10067102610001 | Ladda upp en bild av detta fornminne |
| Tranås 261:2              | Stenkrets                   |              | Tranås, Småland     |       | 57.990550, 14.958357 | 10067102610002 | Ladda upp en bild av detta fornminne |
| Tranås 376:1              | Stensättning                |              | Tranås, Småland     |       | 58.013857, 14.950742 | 10067103760001 | Ladda upp en bild av detta fornminne |